# 李鵬図
李 鵬図（り ほうと、1898年 – 没年不明）は、中華民国の官僚。北京政府では直隷派と目され、後に中華民国臨時政府 に参与した。汪兆銘政権の華北政務委員会では、一時的ながら天津特別市長を代行している。直隷派の将軍・斉燮元の義弟（妻の弟）。

## 事績
1921年（民国10年）、直隷公立法政専門学校を卒業。1924年（民国13年）、義兄の斉燮元の下で江蘇督軍署及蘇皖贛三省巡閲使署機要秘書（または機要処書記官）を務めた。
北伐完了後の1928年（民国17年）から1929年（民国18年）にかけて、河北省政府実業庁第一科科長を務める。1930年（民国19年）に同省官産総処秘書長、1933年（民国22年）に同省財政庁第二科科長、1936年（民国25年）に同省高陽県県長と歴任した。
中華民国臨時政府が北京で成立すると、斉燮元と共に李鵬図も参与した。1938年（民国27年）、李は津海関監督公署総務課課長に就任し、後に津海関監督兼整理委員会委員を一時代理している。1939年（民国28年）3月、天津特別市公署財政局局長に就任し、1943年（民国32年）10月15日から短期間だが天津特別市長を兼務代理した。同年11月5日、市長代理と財政局長のいずれからも免ぜられた（後任の市長は張仁蠡）。同月24日、華北政務委員会に直属する華北税務委員会において委員兼第二処処長に就任した。また、天津特別市公署の長蘆塩務管理局局長も務めたとされる。
日本敗北後の1945年（民国34年）12月5日、斉燮元や張英華らと共に、李鵬図は軍事委員会調査統計局（軍統）に天津で逮捕されてしまう。漢奸の罪で裁かれたが、後に釈放されて天津に在住した。
中華人民共和国成立後、李鵬図は文史資料を執筆していることが確認されるが、最終的な行方については不詳となっている。

## 注
1. ↑  本記事は中国人民政治協商会議天津市委員会文史資料研究会編(1987)、173頁に従う。満蒙資料協会編(1942)、226頁は「光緒25年」（1899年）としている。
2. 1 2 3 4 5 6  中国人民政治協商会議天津市委員会文史資料研究会編(1987)、173頁。
3. 1 2 3 4  満蒙資料協会編(1942)、226頁。
4. 1 2  李(2002)、613頁。
5. ↑  中国人民政治協商会議天津市委員会文史資料研究会編(1987)、173頁及び満蒙資料協会編(1942)、226頁による。劉ほか編(1995)、1140頁は、李の財政局長就任を1941年のこととしている。
6. ↑  劉ほか編(1995)、1141頁。
7. ↑  「税務委員会設置」『同盟時事月報』7巻11号通号210号、1943年12月14日、同盟通信社、86頁。
8. ↑  李(2002)、616頁。
9. ↑  李(2002)の他に、劉序東・李鄴亭との共著「長蘆塩務五十年回顧」（『文史資料選輯』第44輯、1981年、文史資料出版社所収）もある。